# Báguena
Báguena es un municipio y población de España, perteneciente a la Comarca del Jiloca, al noroeste de la provincia de Teruel, comunidad autónoma de Aragón. Tiene una superficie de 25,17 km² que se reparte en 1788 hectáreas de superficie cultivada, de las cuales 278 hectáreas son de regadío, 15 hectáreas de prados y 171 hectáreas de superficie forestal.
Tiene una población de 285 habitantes (INE 2020) y una densidad de 12,63 hab/km². El código postal es 44320.

## Geografía
Integrado en la comarca del Jiloca, se sitúa a 91 kilómetros de la capital provincial. El término municipal está atravesado por la carretera N-234 y por una carretera local que une Ferreruela de Huerva con Burbáguena. El relieve del municipio es bastante irregular, suavizado por la presencia del río Jiloca y algunas ramblas. Destaca el cerro Buitres (1061 metros) al este del pueblo. La altitud oscila entre los 1080 metros al oeste y los 785 metros a orillas del Jiloca. El caso urbano se alza a 793 metros sobre el nivel del mar. 
| Noroeste: San Martín del Río                   | Norte: San Martín del Río | Noreste: Anento (Zaragoza) |
| Oeste: San Martín del Río y Castejón de Tornos |                           | Este: Ferreruela de Huerva |
| Suroeste: Castejón de Tornos                   | Sur: Burbáguena           | Sureste: Burbáguena        |

## Historia

### El topónimo Báguena
En un principio su nombre se escribía con v. Vaguena. Proveniente del adjetivo latino vacuus, vacío, desocupado, desierto, que al castellanizarse perdió la terminación del acusativo del que salieron los nombres y adjetivos, conservando la consonante muda suave inicial, “v,” y la “a” tónica, al tiempo que la consonante muda fuerte “c”, en virtud de la ley de debilitación se cambió en su correspondiente suave “g” al encontrarse entre dos vocales. Así se tendría:
Vacuum > vacu > vagu, más el sufijo “ena”, muy común en Aragón, y de significado desconocido.
En el siglo XVIII, comenzaron las dudas entre las grafías “v” y “b”, hasta que en el XIX se impuso la “b”. Báguena.

### Sus orígenes
Los primeros moradores se establecieron en el tercer cuarto del siglo XII.
En el año 1142, Ramón Berenguer IV, en un nuevo intento de repoblar Daroca y su amplio alfoz le concedió un fuero de población, convirtiéndola en “señora” de todo su término con plenos poderes jurisdiccionales y fiscales sobre él y los núcleos habitados ya existentes.
El concejo de Daroca era quien repartía los lotes de tierra a los que venían a establecerse en tierras vacías de su dominio. Los nuevos asentamientos eran considerados barrios de Daroca, y adscritos a una de sus parroquias.
La primera mención de su nombre se halla, en el año 1205, en el documento en que el obispo de Zaragoza, D. Raimundo de Castrocol, distribuía los diezmos y primicias de los lugares entre las parroquias de Daroca. Báguena lo fue a la de Santa María.

### LaComunidad de Aldeas de Daroca
En el año 1248, por privilegio de Jaime I, las villas y lugares se desligaron de la dependencia de Daroca, y se vertebraron en una organización superior con la creación de la Comunidad de Aldeas de Daroca. Pese a llevar su nombre, Daroca no formaba parte de la Comunidad, y esta celebraba sus plegas sin representantes de ella e, incluso, con la prohibición expresa de celebrarlas allí.
Las villas y lugares que formaron la Comunidad, se agruparon en cinco distritos menores, denominados sesmas, cada una de ellas compuesta por núcleos variables de población. Báguena formaba parte de la Sesma del Campo de Gallocanta, que la componían Anento, Báguena, Balconchán, Bello, Castejón de Tornos, Ferreruela, Gallocanta, Manchones, Murero, Odón, Retascón, San Martín del Río, Santed, Torralba de los Sisones, Used, Val de San Martín, Valdehorna, Villanueva del Jiloca y Vilarroya del Campo.

### Órgano de gobierno del pueblo

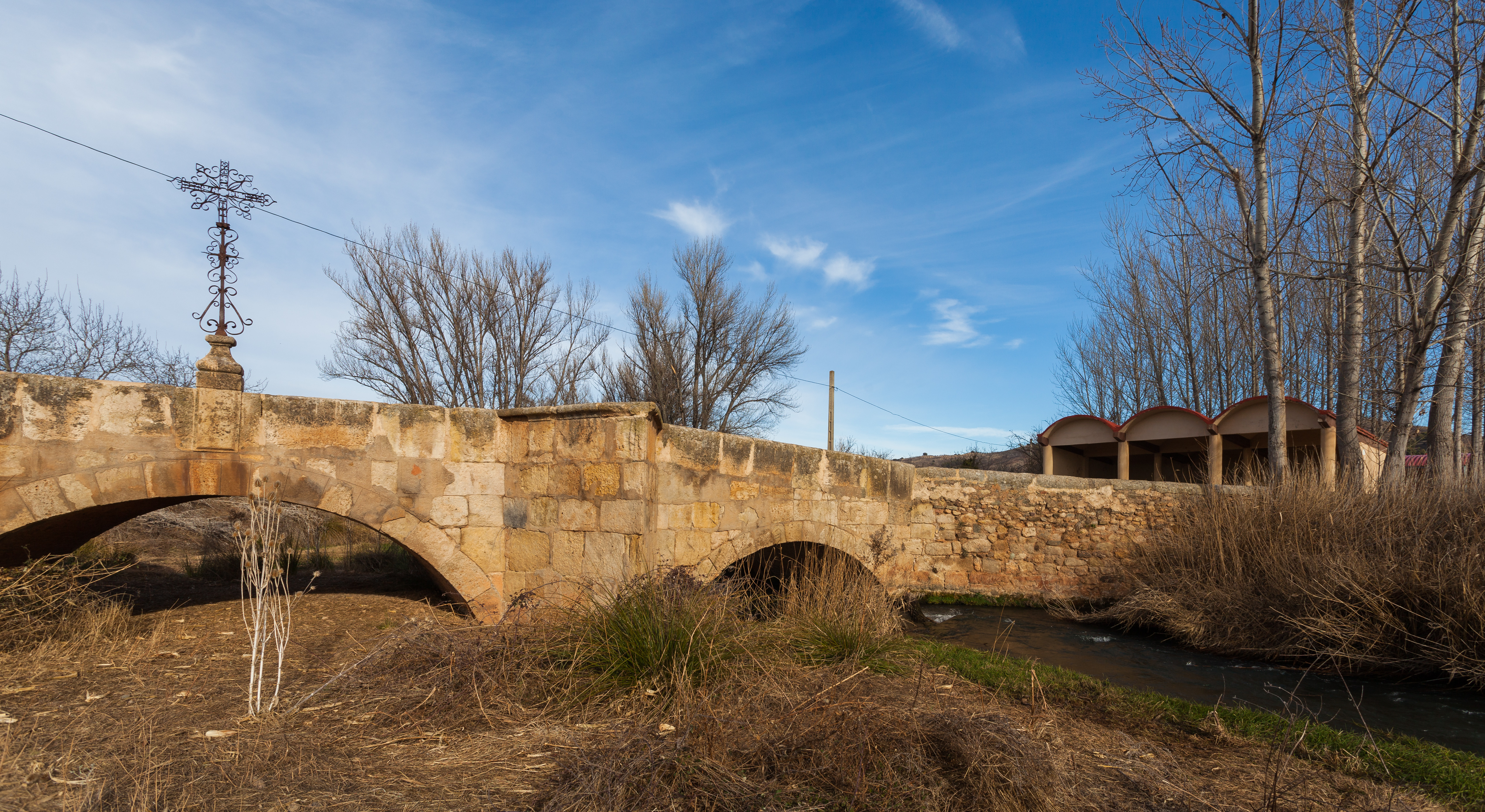
Puente viejo de Báguena.

En un primer momento, los lugares estuvieron regidos por cinco hombres buenos u hombres honrados según disponían las primeras Ordenanzas de la Comunidad. Con el paso del tiempo y la creciente complejidad de los servicios y prestaciones asumidos por la incipiente administración concejil, esta pasó a estar formada por los Jurados 1.º y 2.º, un procurador, encargado de las finanzas, y un número variable de Oficiales, según su población.
El desempeño de estos cargos estaba limitado a un año. Su renovación tenía lugar el día de San Miguel, el 29 de septiembre. Para su nominación, por insaculación, era preciso estar inscrito, al menos, en la regla de medio postero. Estaban excluidos para el desempeño de estos cargos los pertenecientes al estamento noble y los que ejercieran alguno de los oficios considerados como viles: herrero, zapatero, sastre, tejedor, pelaire, carpintero, tendero, carretero, carnicero, esquilador, hornero, albéitar, mesonero y adulero.
A partir de los Decretos de Nueva Planta, tras la Guerra de Sucesión, el concejo cambió su denominación por la de Ayuntamiento, y a ser regido por el alcalde, teniente alcalde, dos regidores y el síndico procurador. En el siglo XIX, pasó a serlo con los cargos y nombres que se conocen hoy: alcalde, teniente alcalde y concejales.

## Demografía
Báguena cuenta con una población de 295 habitantes (INE 2024).
| Gráfica de evolución demográfica de Báguena entre 1842 y 2021                                                       |
| |
| Población de derecho según los censos de población del INE Población de hecho según los censos de población del INE |

## Administración y política

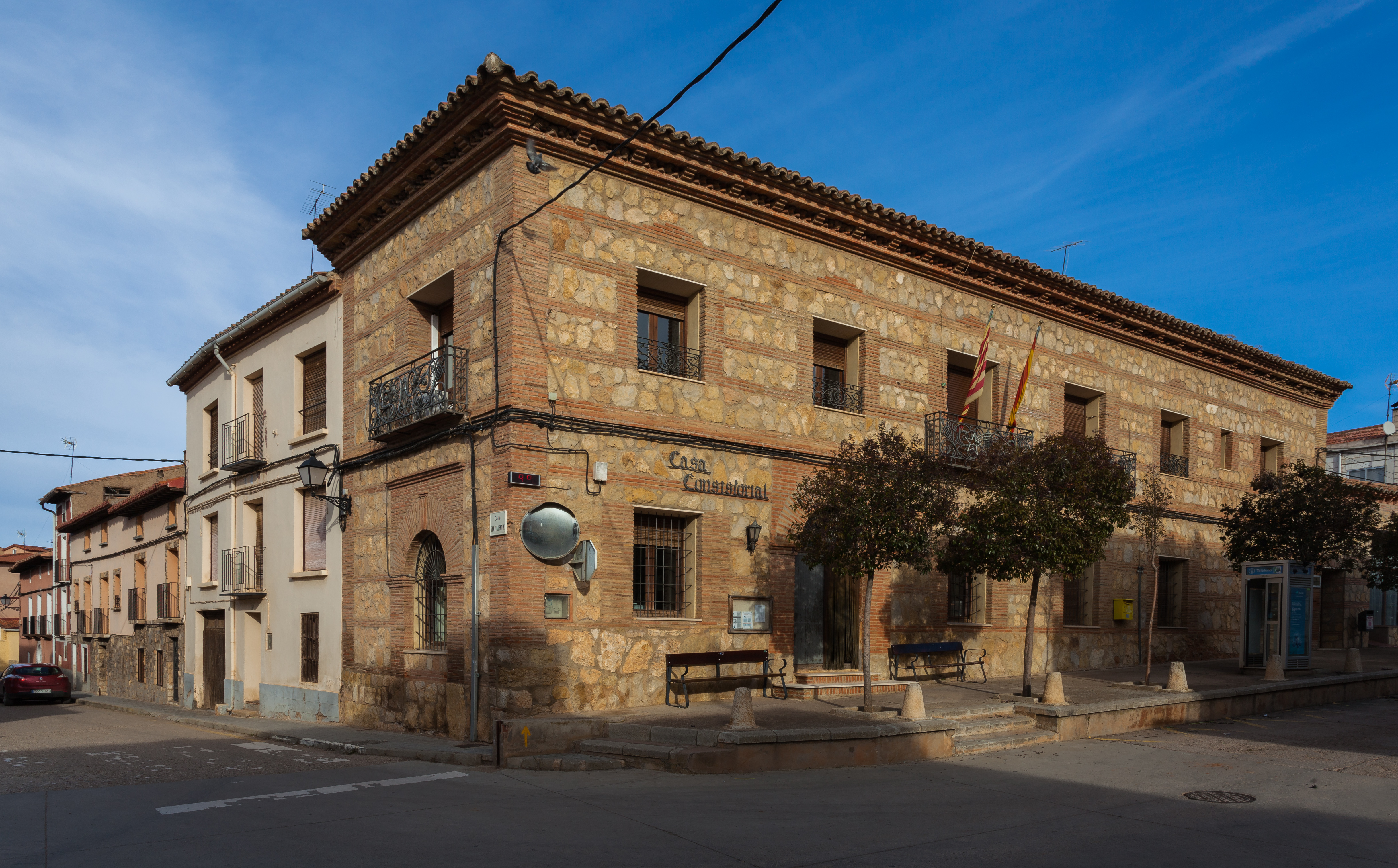
Ayuntamiento de Báguena

| Período   | Alcalde                     | Partido      |  |
| --------- | --------------------------- | ------------ |  |
| 1979-1983 | Francisco Naval Pardillos   | UCD          |  |
| 1983-1987 | Eduardo Navarro Vela        | PP de Aragón |  |
| 1987-1991 | Ángel Vicente Vela          | PSOE-Aragón  |  |
| 1991-1995 | Mª Pilar Martínez Sánchez   | PP-Aragón    |  |
| 1995-1999 | Mª Pilar Martínez Sánchez   | PP- Aragón   |  |
| 1999-2003 | Luis Calvo Lozano           | PP-Aragón    |  |
| 2003-2007 | Luis Calvo Lozano           | PP de Aragón |  |
| 2007-2011 | Jesús Sanz Sánchez          | PSOE-Aragón  |  |
| 2011-2015 | Jesús Sanz Sánchez          | PSOE-Aragón  |  |
| 2015-2019 | Pilar Rillo Rubio           | PAR          |  |
| 2019-2020 | Eurídice Villarroya Atienza | PP           |  |
| 2020-     | Arturo Galindo Cortés       | PSOE         |  |

| Partido político    | Partido político                                   | 2003   | 2007   | 2011   | 2015   | 2019   |
| Partido político    | Partido político                                   | Ediles | Ediles | Ediles | Ediles | Ediles |
|                     | Partido de los Socialistas de Aragón (PSOE-Aragón) | 2      | 4      | 4      | 2      | 3      |
|                     | Partido Popular de Aragón (PP)                     | 4      | 2      | 2      | 2      | 3      |
|                     | Partido Aragonés (PAR)                             | 1      | 1      | 1      | 2      | 1      |
|                     | Chunta Aragonesista (CHA)                          | —      | —      | —      | 1      | —      |
| Total de concejales | Total de concejales                                | 7      | 7      | 7      | 7      | 7      |

## La iglesia

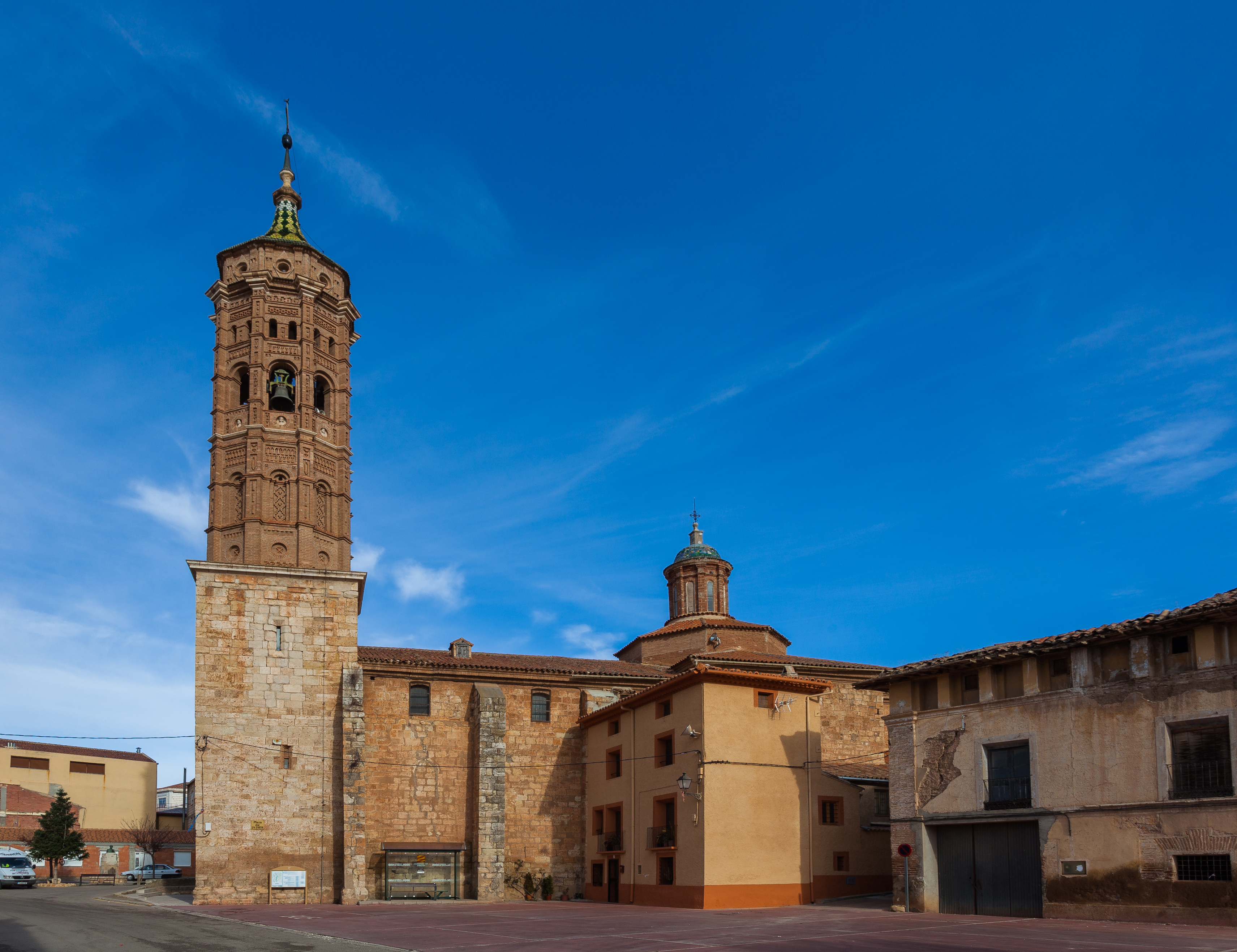
Vista general

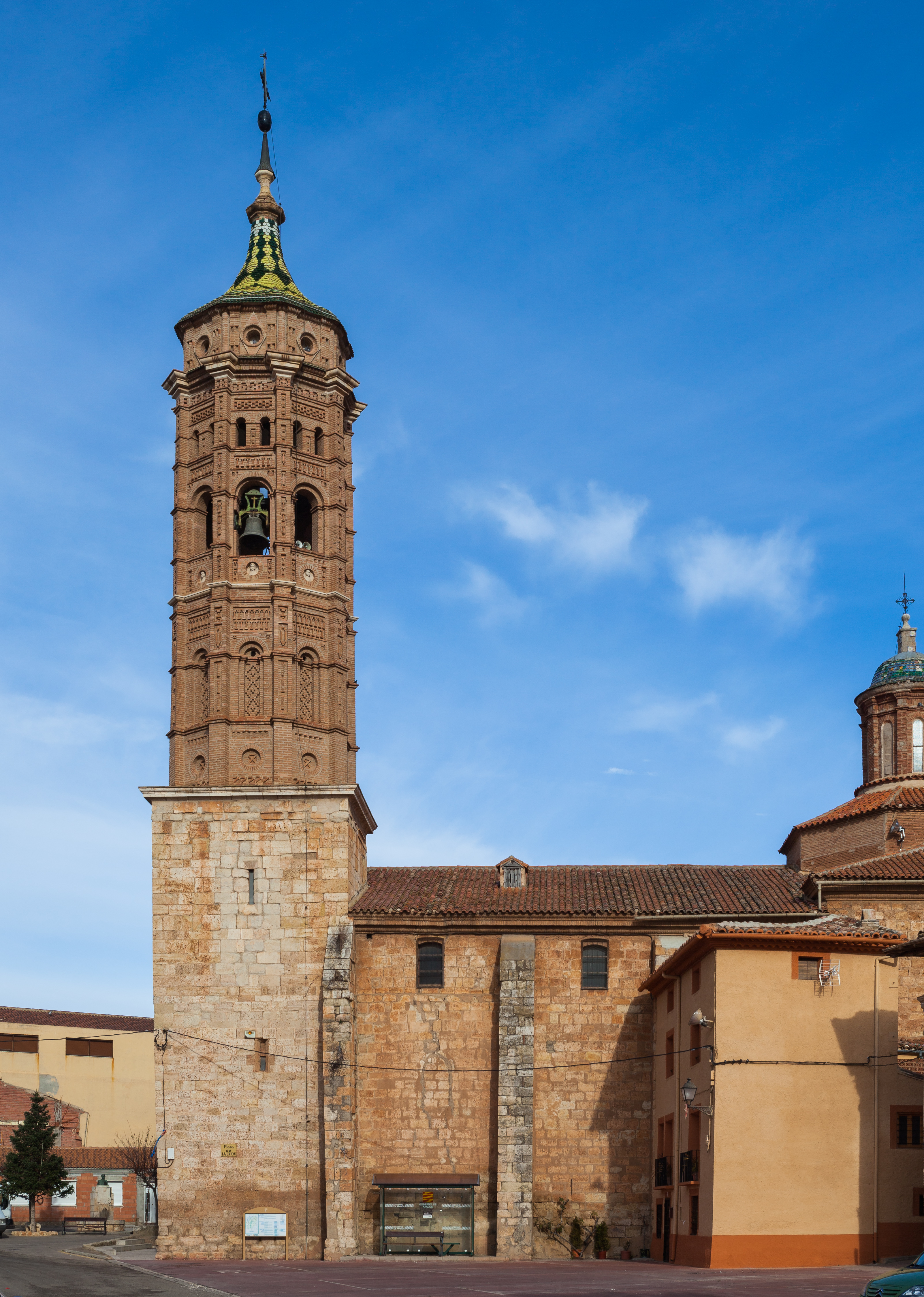
Iglesia

### La parroquia
Desde el momento que los lugares quedaron libres de la tutela de Daroca, formaron su propia parroquia, regida por un rector o párroco, nombrado por el obispo de Zaragoza, y a quien encomendaba la cura de almas. Pero podía suceder que por privilegio de la Santa Sede quedara unida la parroquia a una Comunidad religiosa, en cuyo caso la propia comunidad religiosa era el párroco, percibiendo esta los diezmos y primicias, y quien nombraba al vicario para ejercer todos los deberes religiosos propios de los párrocos. Tal sucedió con la parroquia de Báguena.
El año 1398, el Real Monasterio de Ntra. Señora de Piedra suplicó al papa Benedicto XIII que uniera la parroquia de Báguena a su monasterio, pues se había deteriorado tanto sus frutos, rentas y provechos que apenas alcanzaban para sustentar debidamente al Abad y Monges, Súplica que apoyó el rey de Aragón D. Martín. Y por bula de 1398, Benedicto XIII la unió al Real Monasterio de Piedra, hasta que en el año 1835 las leyes desamortizadoras acabaron con la vida monástica al ser vendido en pública subasta.

### La iglesia de Santa María

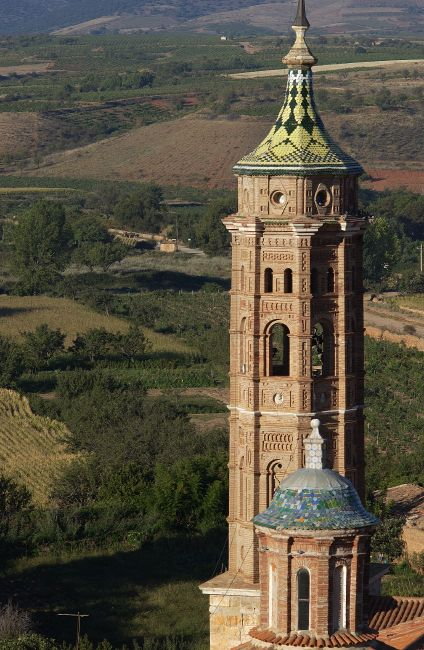
Torre Báguena

En el año 1403, el Concejo, ante el aumento demográfico del pueblo, resolvió acometer la construcción de una nueva iglesia de mayores dimensiones que la existente a los muros de la fortaleza. Su construcción fue encargada a Pascual de Exulve, vecino de Villahermosa, de la baronía de Arenoso del reino de Valencia.
En el siglo XVII se amplió y remodeló completamente. Se recrecieron sus muros, se cerraron los vanos abriéndose los actuales por encima de los existentes, y se colocaron potentes contrafuertes, quedando en la forma actual.
En su interior hay dieciséis retablos barrocos del siglo XVIII y dos, anteriores. El de San Blas y el del Santo Cristo. Esta imagen fue esculpida en el año 1606 por el escultor Pedro Martínez el Viejo. El retablo, por el famoso escultor de Barrachina, Francisco Ascoz, en la década de los setenta de este mismo siglo. Este retablo oculta otro, pintado a pincel en la pared en el que se puede leer SAN JUDAS TADEO.
El Altar Mayor se construyó en el año 1803.
En el año 1606, el célebre organero, Guillaume de Lupe, construyó el órgano de la iglesia, hoy deteriorado y abandonado.

### La torre
La torre, de estilo mudéjar, es una bella muestra de este arte en el valle del Jiloca. El Concejo firmó, en el año 1609, las capitulaciones para levantarla con el constructor Pedro de Aguilera, natural de Caiçaso, de la merindad de Transvieda del reino de Castilla la Vieja. Su coste ascendió a quince mil sueldos jaqueses.

### Ermita de San Valentín
La primera mención escrita que se tiene de ella, es una bula del arzobispo de Zaragoza, D. García Fernández de Heredia del año 1398.
El culto a San Valentín y las procesiones a la ermita para impetrar del Santo el cese de epidemias o la gracia de la lluvia estaban fuertemente enraizados en el pueblo. Su festividad se celebraba con hogueras, ronda por el pueblo y bailes.
En el año 1541 se fundó en ella la Cofradía de Ntra. Sra. del Rosario, con su altar privilegiado bajo su advocación. La componían solamente veinticinco cofrades. Todos de estirpe noble, cristianos viejos por los cuatro costados y que no desempeñaran oficio alguno considerado como vil, según consta en sus estatutos de fundación. Celebraban en ella quince misas solemnes en festividades señaladas en devoción y memoria de los quince misterios del rosario. Asimismo, las misas de aniversario de los cofrades fallecidos.
En el año 1598, también se fundó en ella la Cofradía de la Sangre de Ntro. Señor Jesucristo, erigiendo la capilla del Santo Cristo.

### Ermita de Nuestra Señora de los Dolores
La devoción de los vecinos del barrio Bajo y algunos del barrio Alto la levantaron con sus aportaciones. Su solemne inauguración tuvo lugar el 1 de marzo de 1718.

### Convento de San Valentín

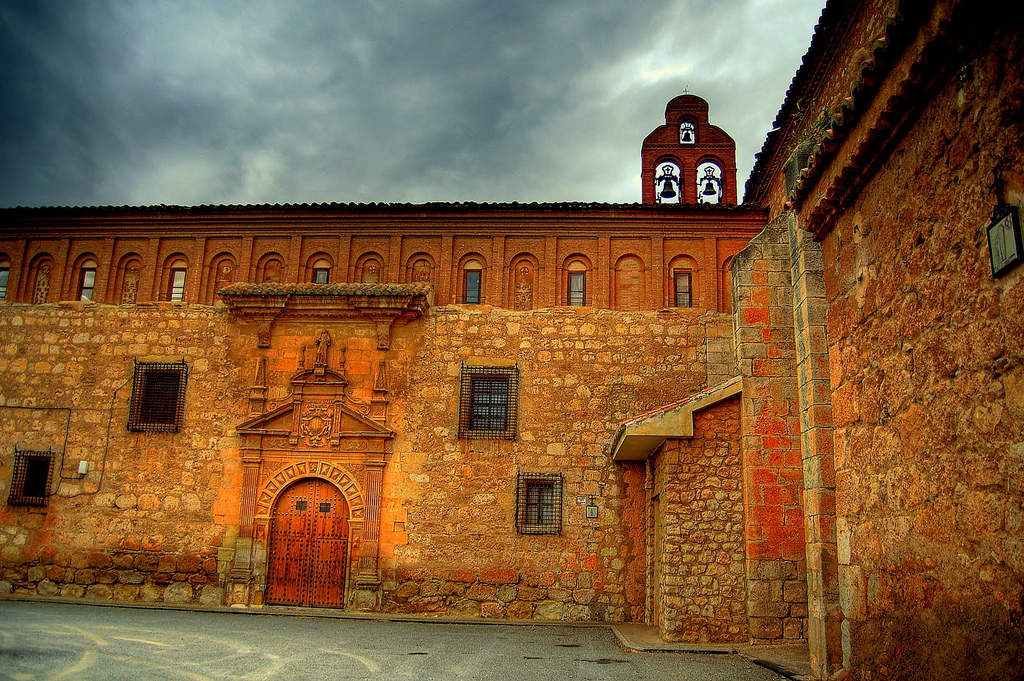
Convento de las Clarisas.

En el año 1612, la Comunidad de Aldeas de Daroca decidió fundar un convento de monjas para que ingresaran en él las hijas de la Comunidad. Báguena fue el pueblo preferido donde levantarlo. Báguena ofreció el terreno, y la ermita de San Valentín para la iglesia conventual. Y la Orden de las Clarisas Franciscanas la elegida. En la segunda mitad del siglo XVII había en él hasta 130 hermanas profesas. A lo largo de su existencia, sesenta y ocho lo fueron de Báguena.
El año 2003 se cerró por falta de vocaciones y la avanzada edad de las diez hermanas que a esa fecha eran. Se trasladaron al convento de Santa Catalina que la Orden tiene en Zaragoza.

## Festividades

### San Blas
Cumpliendo el mandato del sumo pontífice de que en cada un lugar se vote un Patrón, el que más fuere de su devoción, el pueblo, en el año 1643, reunido en Concejo General y con las formalidades que tal acto requería, pregón hecho por el alguacil en voz alta y a son de campana tañida por los lugares acostumbrados convocando a Concejo General, por votación unánime de los asistentes instituyeron, a perpetuidad, a San Blas como Patrón de Báguena.
La Cofradía que lleva su nombre, fue la primera en instituirse en tiempo inmemorial. Disponía de trujal y cubas, donde los cofrades elaboraban y guardaban el vino.
Su fiesta era, y lo es, festejada con toda solemnidad, y la Cofradía la encargada de organizarla.
Comienza su víspera por la noche con una gran hoguera ante la puerta del Prior. Al día siguiente, al segundo toque de campanas llamando a misa mayor, el cura, revestido, acompañantes y la música se llegan a casa del Prior para acompañarlo a la iglesia. Al terminar la misa, con el mismo ceremonial se le acompaña hasta su casa, donde ofrece un ágape a los cofrades y amigos.
En la iglesia existe su busto y una peana, tallados por el escultor zaragozano, Juan de Rigarte, en el año 1573, por encargo de la cofradía, y un precio de setecientos sueldos.

### San Ramón Nonato.
Su festividad, el 31 de agosto, era la fiesta de los mozos. Hoy se ha convertido, por diversas razones y circunstancias, en la fiesta mayor del pueblo. En tiempos aún recientes, a la media noche del día de la Virgen, en la plaza de las monjas, se subastaba, a la baja, la fiesta. En la última puja quedaba fijada la cantidad con que cada uno de los mozos debía sufragarla. Y la cuadrilla licitadora de amigos era la encargada de organizar la fiesta, quedando ellos como los mayordomos. Hoy, todos los vecinos del pueblo contribuyen en su coste, según circunstancias de edad y estado civil. Los actos organizados son múltiples y variados, como se recoge en el programa de la fiesta.

### Santo Cristo de los Milagros.
Ha llegado a ser la segunda del pueblo en actos festivos y religiosos. Su organización corre a cargo del Prior, llavero y mayordomos, nombrados en la festividad anterior. Todos, miembros de su cofradía, y se accede a esos cargos por riguroso orden de inscripción.
La devoción a la Santa Imagen se debe a los numerosos milagros que se le atribuyen. El primero, el que relatan las crónicas del convento. Su llegada al mismo fue desde Roma, regalo de un fraile a una familiar suya, profesa en el mismo. Un día, una monja que estaba enajenada, lo tiró a las letrinas. Tristes por su desaparición, lo buscaron por todas las dependencias del convento sin hallarlo. Hasta que vieron que de las letrinas salía una gran luz. Bajó el donado y halló la Santa Imagen. La llevaron a Daroca para que un platero la restaurara. Éste al cogerlo vio que sudaba sangre, y sin atreverse a tocarlo lo volvió al convento.
En el año 1877, se fundó la cofradía de su nombre con los fines de ensanchar los lazos espirituales entre los cofrades, y el de sostener su culto y engrandecerlo.

## Parajes

### Arguilay

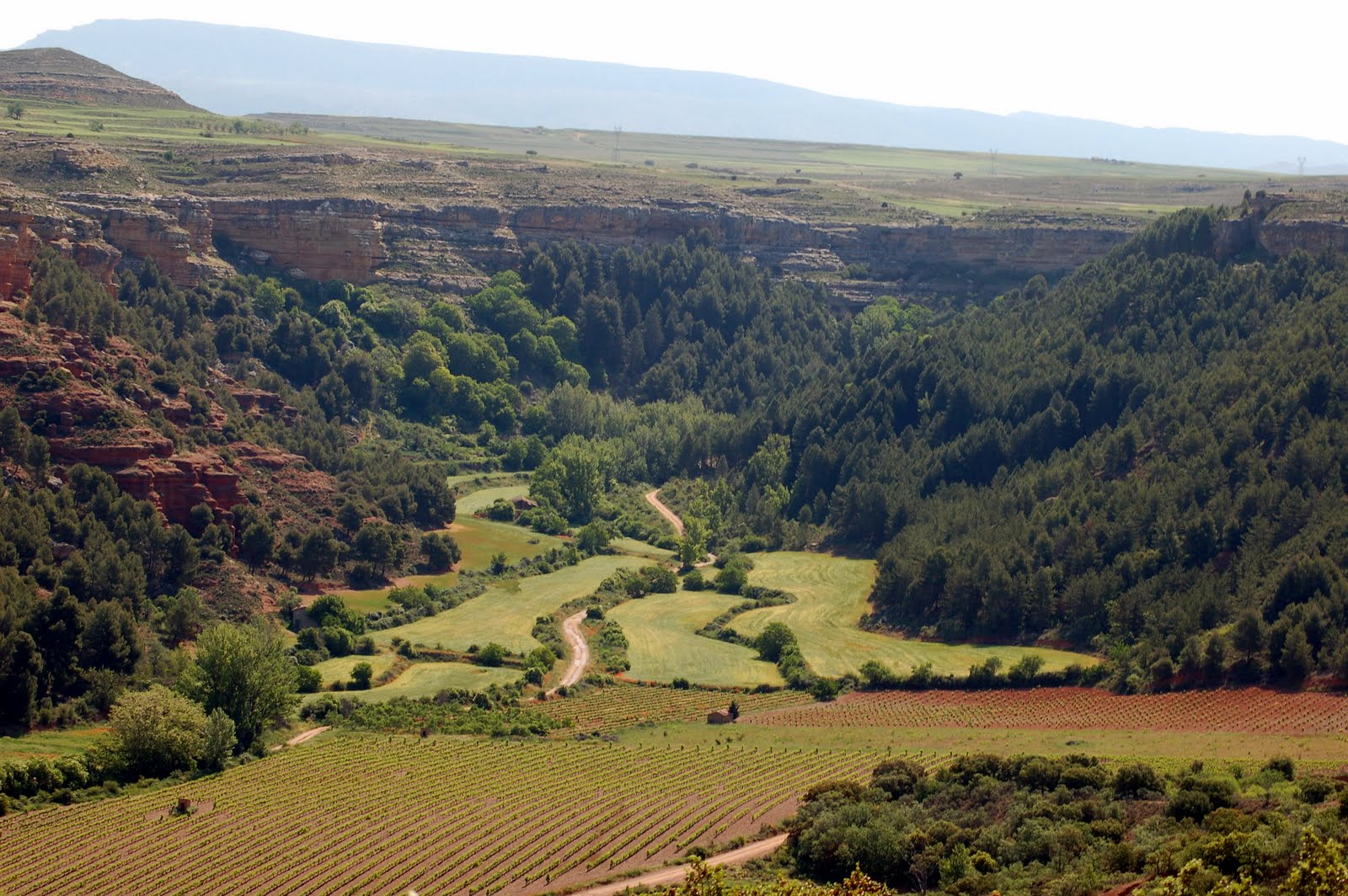
Arguilay

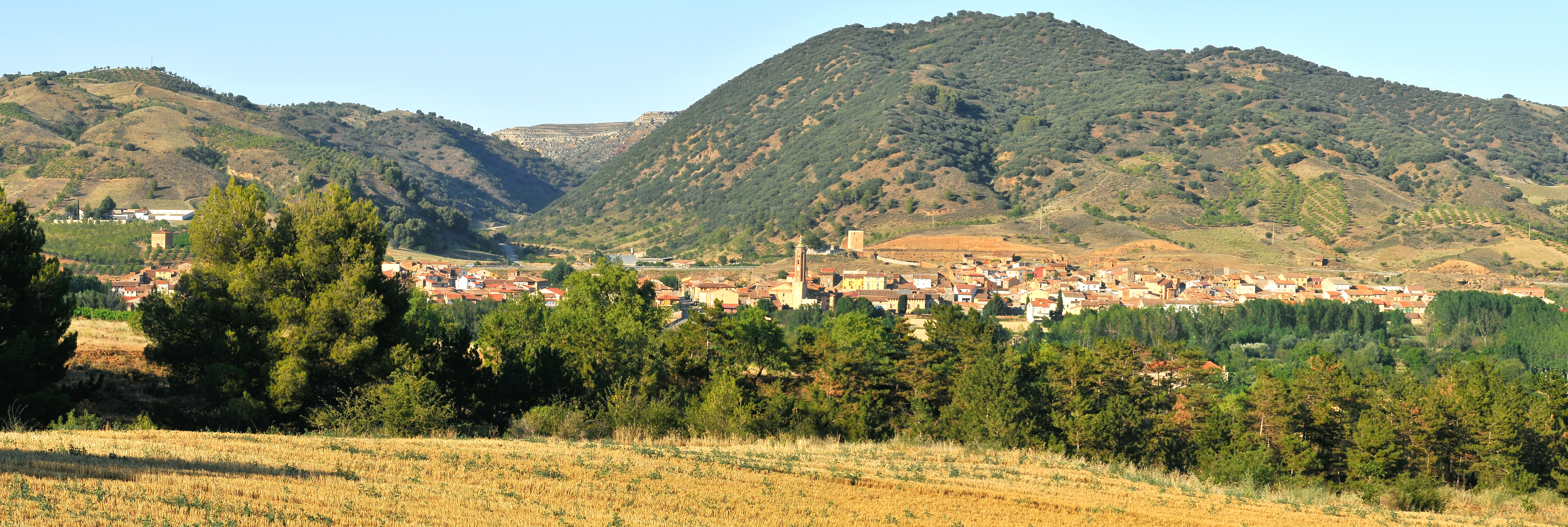
Entorno de Báguena

En la margen derecha del valle del Jiloca en el que se sitúa Báguena, se encuentran las ramblas de Anento y Arguilay, en esta última se encuentra el paraje del mismo nombre que es uno de los parajes más bonitos del pueblo y en él se encuentra el manantial que proporciona agua potable al pueblo.

## Hijos ilustres de Báguena
Se da la curiosa circunstancia de que tres de los hijos ilustres de Báguena fueron militares, y habiendo nacido en tierra aragonesa sin embargo se distinguieron en los territorios castellanos.
- Sebastián de Rocafull (1618-1656), matemático y constructor de fortalezas.
- Sebastián Feringán (1700-1762), ingeniero militar.
- Mariano Gil de Bernabé (1767-1812), artillero y profesor.

## Servicios públicos
- Centro de salud las 24 horas del día, laborables y festivos.
- Albergue juvenil con cincuenta plazas de capacidad.
- Dos bares-restaurante
- Tiene comunicación diaria con Zaragoza y Teruel cuatro veces al día en horarios de mañana y tarde en ambas direcciones.